# ريتشارد هيل (ملحن)
ريتشارد هيل (بالإنجليزية: Richard Hill)‏ هو ملحن بريطاني، ولد في 22 أغسطس 1942.

## وصلات خارجية
- ريتشارد هيل على موقع IMDb (الإنجليزية)
- ريتشارد هيل على موقع قاعدة بيانات برودواي على الإنترنت (الإنجليزية)
- ريتشارد هيل على موقع ديسكوغز (الإنجليزية)